# Liste der Träger des Bayerischen Verdienstordens/P

## P
1. Georg Pachta-Reyhofen (* 1955), Sprecher des Vorstands von MAN SE (verliehen am 17. Dezember 2014)
2. Gerda Pamler, Skilehrerin im Behindertenskilauf, Lehrerin für Wasserski für Kinder im Rollstuhl (verliehen am 17. Dezember 2014)
3. Maximiliana Pangerl, Unternehmerin (verliehen am 3. Juli 2013)
4. Helmut Panke (* 1946), Vorstandsvorsitzender BMW AG (verliehen am 5. Juli 2006)
5. Wolfhart Pannenberg (1928–2014), evangelischer Theologe (verliehen 1993)
6. Hans-Jürgen Papier (* 1943), ehemaliger Präsident des Bundesverfassungsgerichts (verliehen am 20. Juli 2011)
7. Mechthild Papoušek (* 1940), Fachärztin für Psychiatrie und Neurologie, Entwicklungspsychologin, Gründerin der „Münchner Sprechstunde für Schreibabys“ (verliehen am 29. Juli 2010)
8. Hans Pappenberger (1906–1977), Landrat
9. Joseph Pascher (1893–1979), katholischer Theologe (verliehen am 15. Dezember 1959)
10. Walter Pause (1907–1988), Schriftsteller (verliehen am 30. Mai 1973)
11. Ruth Paulig (* 1949), Landtagsabgeordnete (verliehen am 20. Juni 2001)
12. Elfriede Peplow, langjährig in der Pflege Angehöriger tätig (verliehen am 27. Juni 2018)
13. Katharina Freifrau von Perfall, (verliehen am 5. Juli 2023)
14. Marga Perner, Hausfrau (verliehen am 12. Juli 2017)
15. Oskar Perron (1880–1975), Mathematiker (verliehen am 20. November 1959)
16. Max Peschel, Direktor der Landesversicherungsanstalt Oberbayern (verliehen am 15. Dezember 1959)
17. Mansueta Peschel, Ordensfrau (verliehen am 22. Juli 2019)
18. Rudolf Pesl, Kunstmäzen (verliehen am 4. Juli 1991)
19. Herbert Peters (1925–2006), Bildhauer (verliehen am 4. Juli 1991)
20. Wolfgang Petersen (1941–2022), Regisseur (verliehen am 17. Juli 2003)
21. Irmgard Petz, Hausfrau (verliehen am 3. Juli 2013)
22. Hans-Ulrich Pfaffmann (* 1956), stv. Fraktionsvorsitzender der SPD im Bayerischen Landtag, Vorsitzender des Arbeiter-Samariter-Bundes Landesverband Bayern e. V. (verliehen am 14. Oktober 2015)
23. Gerd Pfeiffer (1919–2007), Präsident des Bundesgerichtshofs von 1977 bis 1987
24. Josef Pfeiffer (1920–2011), Generalvikar, Domkapitular
25. Peter Pfeiffer (1895–1978), Diplomat (verliehen 1968)
26. Rudolf Pfeiffer (1889–1979), Philologe (verliehen am 20. November 1959)
27. Ursula Pfeiffer, Mitbegründerin und Vorsitzende der „Lobby für Kinder e. V.“ (verliehen am 17. Dezember 2014)
28. Hans Pfeil, Priester (verliehen 1970)
29. Paul Pfeuffer (1929–2012), Vorsitzender des Kreis-Caritas-Verbandes Gerolzhofen-Volkach-Wiesentheid (verliehen am 20. Juni 2001)
30. Josef Pfriem, Direktor des Ohm-Technikums Nürnberg (verliehen am 15. Dezember 1959)
31. Kai Pflaume, Moderator (verliehen am 13. Oktober 2022)
32. Michael Piazolo (* 1959), Politiker, Jurist und Bayerischer Staatsminister für Unterricht und Kultus (verliehen am 14. März 2022)
33. Arthur Piechler (1896–1974), Direktor des Leopold-Mozart-Konservatoriums Augsburg (verliehen am 15. Dezember 1959)
34. Franz Xaver Priller (1919–1992), Unternehmer, Gemeinderat
35. Wolfgang Piller, Rechtsanwalt, Mitglied des Aufsichtsrates der DaimlerChrysler, Luft- und Raumfahrt-Holding AG (verliehen am 20. Juni 2001)
36. Hans Piloty (1894–1969), Elektroingenieur und Professor (verliehen am 20. Juni 1958)
37. Klaus Pinkau (1931–2021), Astrophysiker und Plasmaphysiker
38. Fritz Pirkl (1925–1993), Psychologe und Politiker (verliehen 1965)
39. Marie Pißel, Schwester und Schuldirektorin (verliehen am 15. Dezember 1959)
40. Horst Pittroff (1926–1995), Rechtsbeistand Nürnberg (verliehen 1987)
41. Andreas Pitum, Vizepräsident der Israelitischen Kultusgemeinde München und Oberbayern (verliehen am 9. Juli 2009)
42. Heinrich Pleticha (1924–2010), Schriftsteller
43. Wolfgang Pohle (1903–1971), Wirtschaftsjurist, Industrieller und Politiker
44. Tatjana Pokorny, Schauspielerin, Regisseurin, Synchronsprecherin und Theater-Direktorin in Garmisch-Partenkirchen (verliehen am 11. Juli 2024)
45. Gudila Freifrau von Pölnitz (1913–2002), Forst- und Landwirtin, Denkmalschützerin
46. Gerhard Polt (* 1942), Kabarettist, Autor, Fernseh- und Filmschauspieler
47. Elisabeth Popp, Leiterin des Bildungshauses im Kloster Strahlfeld, ehem. Diözesanvorsitzende des Katholischen Deutschen Frauenbunds in der Diözese Regensburg (verliehen am 14. Oktober 2015)
48. Marius Popp, (verliehen am 5. Juli 2023)
49. Michael Popp (* 1959), Vorsitzender des Vorstands der Bionorica SE, Vorsitzender des Komitees für Naturmedizin e. V., stv. Vorsitzender des Bundesverbandes sowie des Landesverbandes Bayern der Pharmazeutischen Industrie Deutschland (verliehen am 13. Juli 2016)
50. Johann Pörnbacher, ehem. Hochschullehrer für Deutsche Sprache und Literatur des Mittelalters (verliehen am 29. Juli 2010)
51. Susanne Porsche (* 1952), Professorin, Unternehmerin, Produzentin (verliehen am 3. Juli 2013)
52. Konrad Porzner (1935–2021), Politiker (SPD) (verliehen am 16. Juni 1971)
53. Adalbert Freiherr von Poschinger-Bray (1912–2001), Unternehmer (verliehen 1964)
54. Egon Ritter und Edler von Poschinger (1894–1977), Unternehmer (verliehen 1959)
55. Hippolyt Freiherr Poschinger von Frauenau (1908–1990), Unternehmer, Präsident des bayerischen Senats (verliehen 1969)
56. Johann Pösl (1907–2003), Bezirkstagspräsident der Oberpfalz, Landrat (verliehen am 15. Dezember 1959)
57. Walter Pötzl (* 1939), ehem. Extraordinarius für Volkskunde an der Katholischen Universität Eichstätt-Ingolstadt (verliehen am 9. Juli 2009)
58. Robert Poeverlein (1883–1968), Ministerialrat (verliehen am 15. Dezember 1959)
59. Franz Prebeck (* 1949), Unternehmer (verliehen am 12. Juli 2017)
60. Annekathrin Preidel, Präsidentin der Landessynode der Evangelisch-Lutherischen Kirche in Bayern (verliehen am 14. März 2022)
61. Rupert Preißl (1925–2003), Kunstmaler, Grafiker, Präsident des Oberpfälzer Kulturbundes (verliehen am 4. Juli 1991)
62. Gerhard Preß, Erster Bürgermeister der Stadt Rödental (verliehen am 10. Oktober 2012)
63. Mirjam Pressler (1940–2019), Autorin und Übersetzerin (verliehen am 5. Juli 2006)[1]
64. Emma Pressmar (1909–2000), Prähistorikerin (verliehen 1986)
65. Johann Prestl, Vorsitzender des Bezirksverbandes Niederbayern des Bayerischen Siedlerbundes e. V. (verliehen am 20. Juni 2001)
66. Hermann Prey (1929–1998), Kammersänger/Bariton (verliehen 1977)
67. Georg Priehäuser (1894–1974), Regierungsrat, Geologe (verliehen am 15. Dezember 1959)
68. Georg Prinz, Vorstandsmitglied und stv. Vorsitzender der Arbeiterwohlfahrt München (verliehen am 29. Juli 2010)
69. Max Proebstl, Opern- und Oratoriensänger (verliehen 1968)
70. M. Regina Pröls, Generaloberin der Kongregation der St. Franziskusschwestern Vierzehnheiligen (verliehen am 8. Juli 2021)
71. Ulrike Protzer (* 1962), Virologin, Direktorin des Instituts für Virologie an der TU München und am Helmholtz Zentrum München (verliehen am 14. März 2022)
72. Karl Pschigode (1907–1971), Generalintendant (verliehen am 15. Dezember 1959)
73. Wunibald Puchner (1915–2009), ehem. Präsident der Akademie der Bildenden Künste Nürnberg
74. Elke Gräfin Pückler, Volkswirtin, Steuerberaterin (verliehen am 10. Oktober 2012)
75. Herbert Püls, ehemaliger Amtschef im bayerischen Kultusministerium (verliehen am 8. Juli 2021)
76. Martin Purtscher (1928–2023), österreichischer Politiker, Landeshauptmann Vorarlbergs (verliehen 1995)
77. Willy Purucker (1925–2015), Drehbuchautor, Regisseur und Hörfunkmoderator (verliehen 1999)
78. Manfred Purzer (* 1931), Journalist, Filmregisseur und Drehbuchautor
79. Elisabeth Pustet  (1924–2019), Verlegerin, Mäzenin (verliehen am 17. Dezember 2014)